# Ottelia acuminata
Ottelia acuminata (Gagnep.) Dandy – gatunek rośliny z rodziny żabiściekowatych (Hydrocharitaceae Juss.). Występuje naturalnie w Chinach (w prowincjach Guangdong, Kuejczou, Hajnan, Syczuan i Junnan oraz w regionie autonomicznym Kuangsi).

## Morfologia
PokrójBylina wodna.
LiścieLiście są zanurzone, mają eliptyczny kształt od równowąskiego do sercowatego. Nasada liścia jest od sercowatej do zbiegającej po ogonku. Blaszka liściowa jest całobrzega lub ząbkowana na brzegu, o tępym wierzchołku.
KwiatyDziałki kielicha mają zieloną barwę. Płatki są białe, żółte u podstawy, mają kształt od sercowatego do odwrotnie jajowatego, osiągają do 10–35 mm długości. Kwiaty męskie mają 9–12 pręcików, są zebrane po 40–190 w wierzchotki, rozwijają się w kątach pędów, natomiast kwiaty żeńskie mają 3 owocolistki, są zebrane po 2–9 w wierzchotki, rozwijają się w kątach pędów.
OwoceMają wrzecionowaty kształt, osiągają 8 cm długości.

## Biologia i ekologia
Roślina dwupienna. Rośnie w jeziorach, stawach i rowach. Kwitnie od maja do października.

## Zmienność
W obrębie tego gatunku wyróżniono jedną odmianę:
- Ottelia acuminata var. crispa (Hand.-Mazz.) H.Li